# Antoine-Élie Lamblardie
Pour les autres membres de la famille, voir Lamblardie.
Antoine-Élie Lamblardie ou Élie Lamblardie, né à Dieppe en Normandie le 16 janvier 1784, mort à Paris le 23 janvier 1842, est un ingénieur français de l'École polytechnique et des Ponts et chaussées, inspecteur général des Ponts et chaussées et des travaux maritimes.
Considéré comme un des principaux artisans des améliorations portuaires sous le Premier Empire, il met en œuvre les projets napoléoniens dans les ports d'Europe continentale, de la Hollande à l'Italie, et est primé en architecture. Il dirige les travaux de consolidation, d'aménagement et d'agrandissement du port de Cherbourg. Sous la Restauration, il dirige les travaux des deux principaux ports bretons, ceux de Lorient et de Brest. 
Inspecteur général des Ponts et chaussées, inspecteur général et directeur des travaux maritimes, il participe à la fois aux principales instances dirigeantes des ponts et chaussées, des travaux maritimes et des travaux publics.

## Biographie
Antoine-Élie Lamblardie, né en 1784, est le fils de l'ingénieur hydrographe Jacques-Élie Lamblardie, directeur de l'École des ponts et chaussées, fondateur et premier directeur de l'École polytechnique, et de Hélène-Marguerite  Bérigny, (1756-1841), épousé en 1780 à Fécamp, fille de l'armateur de Fécamp Jean Bérigny (mort en 1793) et de Suzanne-Hélène-Marguerite Maze ; son épouse est aussi la cousine germaine de l'ingénieur et député Charles Bérigny. Veuve, sa mère se remarie avec Joseph Mathieu Sganzin qui devient le tuteur des enfants Lamblardie.

### Polytechnique et Ponts-et-chaussées
Antoine-Élie Lamblardie est reçu à 14 ans au Prytanée français, dans l'actuel Lycée Louis-le-Grand. Il est aussi aide au laboratoire de l'École polytechnique avant de s'y présenter. Il est reçu 57e à l'École polytechnique en 1799 ; mais il n'a que 15 ans, donc il « n'a pas l'âge requis par la loi ». Pour régulariser son admission, il bénéficie d'une dispense, signée par le ministre de l'Intérieur, récompensant les mérites du jeune Lamblardie et en souvenir de son père, fondateur de l'École,.
À sa sortie de Polytechnique en 1802, Antoine-Élie choisit le corps des Ponts et Chaussées, et incorpore l'École des ponts et chaussées le 1er frimaire an XI (22 novembre 1802). La pénurie d'ingénieurs et l'ampleur des travaux à réaliser appelle plusieurs élèves à participer aux travaux urgents ; Lamblardie est encore étudiant lorsqu'il est appelé à Boulogne. 

### Améliorations portuaires sous le Premier Empire
Sous l'égide de son beau-père Sganzin, il participe aux aménagements portuaires sur les côtes, notamment à Boulogne, pour permettre le rassemblement de la flottille que Napoléon destine à envahir l'Angleterre. Il est chargé à Boulogne de construire une batterie, le « Fort en bois », qu'il réussit à édifier avec habileté, malgré les obstacles. Il œuvre à Boulogne et Ambleteuse pendant trois ans, et est nommé aspirant. Après Boulogne et Ambleteuse, Antoine-Élie Lamblardie s'occupe du canal de l'Ourcq avec Pierre-Simon Girard, jusqu'en juin 1805. En 1806 il remporte le 1er prix d'architecture civile.
Nommé au grade d'ingénieur, Lamblardie est envoyé pour des missions de travaux et d'aménagements des ports à Anvers, où il est chargé des ouvrages d'agrandissement de l'écluse de Flessingue, mais il ne supporte pas le climat. Il est alors affecté à Venise, où il est de nouveau malade, et doit revenir se reposer dans sa famille. Ayant repris des forces, il quitte provisoirement le domaine maritime. Nommé à La Rochelle en 1809, il réintègre le service maritime en 1811, nommé à Cherbourg,,. Il reste quatre ans à Cherbourg, où il est responsable des grands travaux pour la digue ; il ordonne la construction d'un vaste soubassement en maçonnerie pour le fort central, sur un ancien enrochement, et réussit cet ouvrage qui supporte une charge de 23 000 tonnes. Il est ensuite chargé de la construction de la suite de la digue sur le même modèle. Les réalisations qu'il effectue dans les ports sont jugées talentueuses. Il est considéré comme un des principaux artisans des améliorations portuaires sous le Premier Empire,.

### Directeur des travaux maritimes
Nommé ingénieur de première classe et directeur des travaux maritimes en 1816 à Lorient, il y transforme les bâtiments de la Compagnie des Indes pour les adapter aux nouveaux besoins de la marine. Il fait construire aussi une forme de radoub, une cale couverte et divers autres équipements. Il veille au curage du port et à la réutilisation des déchets pour combler les lagunes et agrandir les arrières du port. Il s'oppose vivement, et avec succès, à la construction d'un barrage sur le Scorff qui aurait risqué d'envaser le port. 
Nommé directeur des travaux maritimes à Brest en 1819, il y effectue de nombreux travaux, cependant limités pour des raisons budgétaires. Pendant les sept années de sa direction, il crée des bassins, des formes de radoub, des cales, des magasins, des entrepôts, la salle des modèles, le nouveau phare de la pointe Saint-Mathieu, et commence le vaste hôpital de la Marine, futur hôpital Clermont-Tonnerre,,. 

### Membre des instances dirigeantes
Lamblardie fait partie en 1825 de la Commission consultative des travaux de la Marine. Il est promu en 1829 inspecteur divisionnaire et nommé la même année inspecteur général adjoint des travaux hydrauliques de la Marine,. Selon M. Bernard, Charles d'Haussez (1778-1854), devenu ministre de la Marine en 1829, aurait nommé le fils Lamblardie à ce poste en partie parce que son père Jacques-Élie Lamblardie (1747-1797) lui a sauvé la vie sous la Révolution.
Antoine-Élie Lamblardie est nommé inspecteur général des Ponts et chaussées en avril 1835, et inspecteur général des travaux maritimes. Il devient ensuite membre du Conseil des travaux de la Marine et du Conseil général des ponts et chaussées. Lamblardie est en plus membre de la commission mixte des Travaux publics, membre de la Commission des phares, membre du Conseil de perfectionnement de l'École polytechnique.
Il est mort à Paris le 23 janvier 1842. Il était officier de la Légion d'honneur.

### Distinctions
- Officier de la Légion d'honneur, 1836[13].
- 1er prix d'architecture civile, 1806.

### Famille
Antoine-Élie Lamblardie épouse Louise Sévène, fille de Louis Marie Mathieu Sévène, avocat au parlement de Bretagne, et de Rose Jeanne Renée Pothier de La Germondaye, fille du jurisconsulte Henri François Potier de La Germondaye.
- Ils ont comme enfant :
  - Louise Hélène Joséphine Lamblardie, qui épouse le financier bordelais Pierre Debans (1795-1866).
    - Marie Hélène Debans, qui épouse Edmond Victor-Lefranc, magistrat, chef de cabinet, fils du ministre Victor Lefranc.

## Écrits
- Canal maritime de Paris au Havre. Observations..., 1826.
- Introduction historique sur les travaux de la digue de Cherbourg exécutés depuis l'origine jusqu'en 1830, rééd. dans Joseph Bonnin, Travaux d'achèvement de la digue de Cherbourg, 1857.
- Notes et travaux, en supplément de J. Sganzin, Cours de construction, Bruxelles.

## Sources bibliographiques
: document utilisé comme source pour la rédaction de cet article.
- [Taillemite 1989] Étienne Taillemite, « Lamblardie (Antoine-Élie) », dans Jean Tulard (dir.) et al., Dictionnaire Napoléon, Fayard, 1989, p. 1024.
- [Taillemite 2002] « Lamblardie (Antoine-Élie) », dans Étienne Taillemite, Dictionnaire des marins français, Tallandier, 2002 (ISBN 2-84734-008-4), p. 296.
- [Léon 2001] F. Léon, « Lamblardie (Antoine-Élie) » dans Dictionnaire de biographie française, vol. 19, Paris, 2001 [détail des éditions] .
- [Bernard 1842] M. Bernard, « Notice nécrologique sur la vie et les services de M. Lamblardie (Antoine-Élie), inspecteur général des ponts et chaussées et des travaux maritimes », Annales des ponts et chaussées: Partie technique,‎ 1842, p. 273-280 (lire en ligne, consulté le 7 mars 2016). — Notice de 1842, plus détaillée que celle de 1866 par le même auteur.
- [Bernard 1866] M. Bernard, « Lamblardie (Antoine-Élie) », dans Prosper Levot, Alfred Doneaud, Les gloires maritimes de la France: notices biographiques sur les plus célèbres marins, découvreurs..., Paris, Arthus Bertrand, 1866 (lire en ligne), p. 278-280. — Notice de 1866, plus succincte que celle de 1842 par le même auteur.
- Almanach impérial, Almanach royal.
- Bibliothèque nationale de France, Catalogue général.